# Giovanni dalle Bande Nere
Giovanni dalle Bande Nere, també conegut amb el seu nom de naixement Joan de Mèdici, (Forlì, Estats Pontificis 1498 - Màntua, Ducat de Màntua 1526) fou un condottiero italià del Renaixement pertanyent a la família Mèdici.

## Orígens familiars
Va néixer el 5 d'abril de 1498 a la ciutat de Forlì fill de Giovanni de Mèdici i Caterina Sforza. Fou net per línia paterna de Pierfrancesco di Lorenzo de' Medici i Laudomia Acciajuoli, i per línia materna del duc Galeàs Maria Sforza.
Des de ben jove va mostrar una gran aptitud per a activitats físiques i de combat, aprenent esgrima i hípica. Als 12 anys va cometre el seu primer assassinat i a causa del seu comportament fou expulsat dues vegades de Florència.

## Núpcies i descendents
Es casà el 17 de novembre de 1516 a la catedral de Florència amb Maria Salviati, filla de Jacopo Salviati i Lucrècia de Mèdici. D'aquesta unió tingueren un fill:
- Cosme I de Mèdici (1519-1574), duc de Florència i Gran Duc de Toscana

## Al servei de l'església
Giovanni es va fer condottiero, prestant els seus serveis al papa Lleó X, cosí de la seva mare, i va rebre el su baptisme de foc als 18 anys, en la guerra contra el duc Francesc Maria I della Rovere, al qual vencé. A la mort de Lleó X, ocorreguda el 1521 afegí a la seva insígnia unes bandes negres, en senyal de dol pel seu protector i parent, d'aquí el seu apel·latiu de Giovanni delle Bande Nere i el de la seva esquadra mercenària, les Bandes Negres.
Després d'una curta, però il·lustre vida militar, Giovanni morí a causa de la gangrena a la ciutat de Màntua el 30 de novembre de 1526, després d'una batalla prop de Governolo contra les tropes imperials.